# Thomas Orr
Thomas Orr (né dans le comté d'Armagh en Irlande en 1857 et mort en 1937 en Afrique du Sud) est un homme politique sud-africain, auditeur général de la colonie du Natal (1902), membre du parti sud-africain, député de la circonscription de Pietermaritzburg North à la chambre de l'assemblée du parlement de l'Union de l'Afrique du Sud (1910-1920) et ministre des finances de 1917 à 1920. 
Battu par le candidat du parti travailliste dans sa circonscription électorale lors des élections générales sud-africaines de 1920, Thomas Orr fut contraint de démissionner du gouvernement de Jan Smuts. 